# کیپ کارتریت (کارولینای شمالی)
کیپ کارتریت (به انگلیسی: Cape Carteret) شهری در ایالت کارولینای شمالی کشور ایالات متحده آمریکا است که جمعیت آن در سرشماری سال ۲۰۱۰ میلادی، ۱٬۹۱۷ نفر بوده‌است.